# Албињазего
Албињазего (итал. Albignasego) је насеље у Италији у округу Падова, региону Венето.
Према процени из 2011. у насељу је живело 16477 становника. Насеље се налази на надморској висини од 7 м.

## Становништво
Према резултатима пописа становништва 2011. у општини је живело 23.464 становника.
| 1931. | 1936. | 1951. | 1961. | 1971.  | 1981.  | 1991.  | 2001.  | 2011.  |
| ----- | ----- | ----- | ----- | ------ | ------ | ------ | ------ | ------ |
| 7.004 | 7.288 | 8.035 | 9.712 | 13.449 | 15.334 | 18.070 | 19.147 | 23.464 |

## Партнерски градови
- Галанта